# Малый Факельный переулок
Ма́лый Фа́кельный переу́лок — небольшая улица в центре Москвы в Таганском районе между Большим Рогожским и Большим Факельным переулками.

## Происхождение названия
Название Большого и Малого Факельных переулков появилось в 1919 году. В XVIII веке здесь был вокзал, освещаемый факелами. Тогда слово вокзал означало не только транспортный терминал, но и увеселительное место с музыкой, по В. И. Далю — «зала на гульбище, где обычно бывает музыка». Ранее назывался Малый Вокзальный переулок по той же причине.

## Описание
Малый Факельный начинается от Большого Рогожского и проходит на юг до Большого Факельного.

## Здания и сооружения
По нечётной стороне:
По чётной стороне: